# Svetozar Marović
Svetozar Marović (Kotor, 31 de marzo de 1955) es abogado y político montenegrino. Fue el único presidente y primer ministro de Serbia y Montenegro, desde la creación de éste, el 7 de marzo de 2003, producido por el cambio de nombre de la República Federal de Yugoslavia, hasta la declaración de independencia de la República de Montenegro, el 3 de junio de 2006. Fue partidario de la separación de los dos estados.
Está casado con Đurđina "Đina" Prelević, y tiene dos hijos. El 17 de diciembre de 2015 fue arrestado por cargos de corrupción.

## Biografía

### Primeros años
Nació en Kotor, en la antigua Yugoslavia, de padre de origen grbljanian y madre montenegrina; sin embargo, el considera como ciudad natal a Budva, puesto que su nacimiento se produjo en Kotor porque era donde se ubicaba la sala de maternidad más cercana a ésta. En Budva creció e inició su carrera política, siendo su familia una de las más influyentes en la localidad. Se recibió de abogado en la Facultad de Leyes de Universidad Veljko Vlahović en Titograd.

### Presidente y Primer ministro de Serbia y Montenegro (2003 - 2006)

#### Llegada al poder
Como líder del Partido Democrático Socialista de Montenegro, Marović fue elegido presidente y primer ministro de la Unión Estatal de Serbia y Montenegro luego de la creación de dicha confederación, el 7 de marzo de 2003, y debería haber terminado su mandato constitucional el mismo día en 2007, aunque no llegó a cumplirlo debido a la disolución del país nueve meses antes. La presidencia de Marović se caracterizó por pedir disculpas públicas a los demás mandatarios de los países que conformaban Yugoslavia (Croacia y Bosnia-Herzegovina), y por su implicación en un escándalo relacionado con equipamiento militar que estalló en septiembre de 2005.
El 10 de septiembre de 2003, durante la visita de estado de Stjepan Mesić, Presidente de Croacia, Marović le ofreció una disculpa pública por "Todos los males provocados por cualquier ciudadano de Serbia y Montenegro a cualquier ciudadano croata", Mesić inmediatamente lo secundó y repitió la disculpa en nombre de su país. Dos meses más tarde, el 13 de noviembre, Marović visitó Sarajevo, capital de Bosnia-Herzegovina y ofreció también una disculpa pública en nombre de su país por los daños provocados durante las guerras yugoslavas. Sin embargo, en esta ocasión recibió una respuesta fría por parte del público presente y ninguno de los tres presidentes rotatorios del país balcánico le correspondió ningún tipo de disculpa.
Mientras tanto, en el plano económico, durante el gobierno de Marović, entre mediados de 2004 y enero de 2005 el PIB creció un 8,5%, recuperándose entre un 55 y un 60% en comparación a como estaba en 1990, al disolverse el estado yugoslavo, con una tasa de inflación del 12-13% en 2004 y un 10% de población por debajo del nivel de pobreza.

#### Escándalo de los equipos militares
En 2005, el 1 de septiembre, el ministro de Hacienda serbio, Mladjan Dinkic convocó a una conferencia de prensa para mostrar públicamente un contrato militar firmado por Marović. Era un acuerdo de cinco años con la empresa Mile Dragic, por suministro de equipos para el ejército de Serbia y Montenegro entre 2006 y 2011. Entre otras cosas, fueron ordenados 60.000 armaduras corporales para un ejército que contaba solo con 28.000 soldados, y 500 chaquetas de aviación para una flota de solo treinta aviones. El contrato obviamente estaba inflado y costaría a los contribuyentes de Serbia y Montenegro unos 296 millones de euros. Además de Marović fueron implicados otros funcionarios del Ministerio de Defensa y el ejército. Durante los siguientes días, los miembros del gabinete de Marović, incluyendo el Primer ministro de Montenegro Milo Đukanović, fueron amenazados con ser expulsados de Belgrado junto con todo el personal montenegrino.

#### Disolución de Serbia y Montenegro
El 21 de mayo de 2006, en un plebiscito, el 55,4% de la población montenegrina apoyó la independencia de este territorio (la Unión Europea había fijado un mínimo del 50% de los votos a favor de la independencia y un 55% de participación para aceptar el resultado.). El 3 de junio de 2006 el parlamento de Montenegro ratificó estos resultados y proclamó la independencia del país, con lo que la confederación de Serbia y Montenegro dejaba de existir fragmentándose en dos estados: Serbia y Montenegro. Con el fin de la Unión Estatal, también finalizó la presidencia de Marović, que continuó siendo líder de su partido.